# Vaixkovo
Vaixkovo (en rus: Вашково) és un poble de l'óblast de Nóvgorod, a Rússia, segons el cens del 2010 tenia 71 habitants.